# Carol Hanisch
Carol Hanisch es una feminista radical estadounidense perteneciente a la segunda ola del feminismo, durante la década del 1970 fue partícipe y cofundadora de los grupos feministas radicales New York Radical Women (mujeres radicales de Nueva York) y Redstockings (traducible como medias rojas).
Su texto más reconocido se titula "Lo personal es político", lema que posteriormente se convirtió en una consigna de las feministas radicales, y que fue publicado en "Notas del Segundo Año" en 1970, editado por Shulamith Firestone y Anne Koedt. Este documento desarrolla tanto una crítica como una defensa de los grupos de autoconciencia de mujeres, los que eran fuertemente acusados de ser "apolíticos" o "grupos de terapia" por los grupos de izquierda. 
En 1968 Carol Hanisch lideró la protesta contra el concurso de belleza Miss América. 
Desde 2014 es editora de Meeting ground online junto a Kathy Scarbrough.